# One-step
One-step är en amerikansk sällskapsdans i 2/4-takt. Den är besläktad med foxtrot och kan ses som en variant av den. One-step lanserades på 1910-talet av dansparet Irene och Vernon Castle. Den kallades först the castle walk. 
I början av 1900-talet blev onestep en mycket populär dans. 1914 lanseras foxtrot i USA och 1920 kom foxtrot till Sverige och en del andra länder. Foxtrot blev snabbt en populär dans och det gjorde att onestep tappade något i popularitet. På 1950-talet kom rock 'n' roll-musiken. Den musiken medförde att onestep åter blev en populär dans.
Vid musik i 4/4-takt i normal hastighet dansas onestep med ett steg för varje halvtakt i musiken. Vid långsam musik i 4/4-takt kan onestep dansas med ett steg för varje taktslag, alltså ett steg för varje fjärdedelstakt.
Förutom gåstegen finns följande turer:
- Rockvändning höger: Föraren går framåt med höger fot och vrider åt höger. Sedan bakåt med vänster fot och fortsätter vridningen.

- Rockvändning vänster: Föraren går framåt med vänster fot och vrider åt vänster. Sedan bakåt med höger fot och fortsätter vridningen.

- Högervändning: Föraren går framåt med först höger fot och sedan vänster fot och vrider åt höger i båda stegen. Sedan bakåt med först höger fot och sedan vänster fot och fortsätter vridningen.

- Vänstervändning: Föraren går framåt med först vänster fot och sedan höger fot och vrider åt vänster i båda stegen. Sedan bakåt med först vänster fot och sedan höger fot och fortsätter vridningen.

- Kvartsvändning: Föraren går tre steg framåt, först med höger fot och vrider åt höger i alla stegen totalt ett kvarts varv. Sedan tre steg tillbaka och vrider tillbaka så att föraren åter får ansiktet i dansriktningen. Totalt rör sig paret i en sicksackrörelse. Turen liknar kvartsvändning i foxtrot.

Kvartsvändning kan varieras så att antalet steg framåt och bakåt kan göras till annat än tre.
Ovanstående turer kan en förare dansa med en främmande följare och följaren kan hänga med om hon kan dansa onestep.
En mera ovanlig tur, som bara kan dansas om paret har valsfattning, är "promenade".  Turen är inspirerad av promenade i foxtrot och whisk och chassé i vals: Föraren vrider ett kvarts varv till sin vänster och öppnar följaren till samma sida så att båda kan promenera åt samma håll. Detta görs med två steg, föraren går med först vänster fot. Paret går sedan fyra steg framåt, både förare och följare går framåt. På det sista av dessa fyra steg sluter föraren sin partner tillbaka till sluten valsfattning.
En tur inspirerad av motsvarande steg i foxtrot är sidsteg. Börja med fötterna samlade. Föraren går fyra stag åt vänster, följaren åt sin höger. Sluta med samlade fötter.
I långsam vals och i foxtrot dansas på ett ordnat sätt med marschsteg och steg på tå. Exempelvis i vals framåt häl - tå, tå, tå - häl. En sådan ordning finns inte i onestep. När man går längre sträckor, såsom det som Mats Nilsson beskriver dansar man med marschsteg och i vändningar och korta gåsträckor dansar man på tå.
Föraren bestämmer om denne skall ta sitt första steg med vänster eller höger fot.  Inte som i foxtrot där föraren alltid skall ta det första steget med vänster fot.  Foxtrot, onestep och bugg dansas till samma musik.  Foxtrot och onestep dansas båda med valsfattning och bugg har sin speciella fattning.  Ett sätt för föraren att markera att denne tänker dansa onestep är att börja med höger fot. Det sätt föraren gör för att markera att denne skall börja med höger fot är att före första steget lägga sin vikt på vänster fot och föra följaren så följarens vikt kommer på sin högra fot.